# محمد موسى آل نصر
محمد موسى آل نصر (1954 - 26 نوفمبر 2017)، فقيه وعالم دين إسلامي وداعية أردني من أصول فلسطينية، تخصص في علوم القرآن والقراءات، وحصل على درجة الدكتوراه في التفسير وعلوم القرآن. يُعتبر محمد من الدعاة السلفيين في الأردن ومن أشهر القراء فيها. عمل أستاذًا مُساعدًا لمادة الحضارة العربية الإسلامية في الجامعة الأهلية بالأردن.
توفى في حادث سير في منطقة تبوك في السعودية أثناء توجهه إلى أداء العمرة.

## نسبه
هو محمد بن موسى بن حسين بن حسن بن أحمد آل نصر من بني نصر من قبيلة هوازن، والتي منها يرجع نسب الصحابي الجليل مالك بن عوف النصري.

## مولده ونشأته
وُلد رحمه الله في مخيم بلاطة من مدينة نابلس من بلاد فلسطين يوم الجمعة السادس والعشرين من شهر رجب سنة (1372) للهجرة الموافق للعاشر من شهر نيسان سنة (1953)، وسجل في الأوراق الرسمية بتاريخ: (1/1/1954).
نشأ الشيخ رحمه الله في بيت صلاح ودين، وكان جده لأمه إمام مسجد مشهورًا في بلده. عاش والداه في مدينة يافا في فلسطين، ثم هاجروا منها إثر نكبة (1948)، ونزلوا مدينة (طولكرم)، ثم مخيم بلاطة في مدينة نابلس، وفي هذا المخيم وُلد؛ ثم انتقلت عائلته إلى أريحا حيث أتم الشيخ بعض دراسته الابتدائية، ثم نزلوا غور الأردن، وهناك أنهى دراسته الابتدائية ثم دراسته الإعدادية في مدرسة الشونة الثانوية سنة (1391-1971)، ثم أتم دراسته الثانوية في مدينة الزرقاء سنة (1394-1974).
وقد عُرف الشيخ رحمه الله بالاستقامة من صغره حتى كان يُدعى بين أقاربه وجيرانه ب: «الشيخ عمر»؛ ذلك أن والديه سموه: عمر؛ حتى عُرف بذلك؛ فلما سجل في الأوراق الرسمية كتب أخوه الأكبر اسمه: محمد.

## تحصيله العلمي

### رحلته الأولى إلى باكستان
رحل الشيخ بعد إنهاء دراسته الثانوية في الفرع العلمي إلى باكستان ليدرس علم الأحياء في إحدى جامعاتها؛ فلما نزل فيها ورأى الأطفال الصغار يحفظون القرآن؛ انصرف عن دراسة علم الأحياء وعزم على حفظ كتاب الله تعالى؛ فلزم شيخه: «نذر الرحمن» الباكستاني؛ فحفظ عليه القرآن في سنة ونصف ثم ثبّت حفظه في سنة أخرى.
ولقد نال الشيخ رحمه الله من الصبر على شظف العيش وشدة المعيشة في باكستان. ويذكر ابناؤه انه حدثهم انه لما وصل باكستان ما وجد موضعًا ينام فيه إلا تابوتًا معدًّا لنقل الموتى؛ فنام فيه، وكان يخدم شيخه «نذر الرحمن»؛ يقلِّم أظفاره ويغسل ثيابه ويمسّد بدنه ويودعه إلى محطة القطار مسافات بعيده، ويستقبله إذا عاد.

### رحلته لطلب العلم في المدينة النبوية
بعد حفظ الشيخ للقرآن؛ رجع للأردن ثم قدّم للالتحاق بكلية القرآن في الجامعة الإسلامية بالمملكة العربية السعودية؛ وقُبل فيها سنة (1397-1977) بعد افتتاحها -أي: كلية القرآن- بثلاث سنوات، وكان الذي قابله أولَ وصوله للجامعة الشيخ عبد المحسن العباد حفظه الله؛ فاختبره في القرآن؛ ثم أحاله إلى لجنة لاختباره في كتاب الله كاملًا فألفوه حافظًا؛ فقُبل ودَرس فيها حتى تخرج سنة (1401- 1981)، وكان أول شامي يدرس فيها، كما كان أول حامل لدرجة البكالوريوس في القراءات من الأردن كلها، وقد تلقى فيها عن كبار علماء وقتهم في القراءات من أعضاء اللجنة الأولى لتصحيح مصحف المدينة النبوية الصادر عن مجمع الملك فهد رحمه الله؛ منهم: الشيخ عبد الفتاح القاضي، والشيخ عبد الفتاح المرصفي، والشيخ محمود سيبويه البدوي، والشيخ محمد سالم محيسن، والشيخ عبد الرازق علي موسى، والشيخ محمود جادو -رحمهم الله-، والشيخ عبد الرافع رضوان، وقد عرض القراءات السبع في الكلية على الشيخ عبد الفتاح المرصفي، والقراءات الثلاث على الشيخ عبد الفتاح القاضي.

### رحلته الثانية إلى الباكستان
ثم رحل الشيخ رحمه الله رحلته الثانية إلى باكستان وحصل فيها على درجة العالمية الماجستير من جامعة البنجاب سنة (1408- 1987) بتقدير (جيد جداً) في العلوم الإسلامية، وحصل على ماجستير آخر من وفاق الجامعات الباكستانية بتقدير (ممتاز) في العلوم الإسلامية واللغة العربية. والتقى بالشيخ عطاء الله حنيف، ولازمه لمدة شهر، وأجازه الشيخ في أسانيد الكتب التسعة، والتقى أيضاً بالشيخ بديع الدين الراشدي، وأجازه بثبته في كتب الحديث النبوي، وكانت بينه وبين الشيخ مراسلات.

### رحلته إلى السودان
ثم رحل إلى السوادن سنة (1413-1993)، وقدّم للدكتوراة في جامعة القرآن بأم درمان بالسودان؛ حتى نال الدرجة في التفسير وعلوم القرآن بتقدير (ممتاز) بتاريخ (25 ربيع الأول 1418- 27/7/1997)؛ وكان موضوع الأطروحة: (اختيارات الإمام أبي عبيد القاسم بن سلام ومنهجه في القراءة). وقد أعاد الشيخ رحمه الله مراجعتها وأعدّها للطباعة قبل وفاته.
وفي نهاية رحلته العلمية عاد إلى الأردن، إلى مدينة الزرقاء ليقيم فيها ويعمل في العمل الدعوي.

## علاقته بالشيخ الألباني
كانت بداية معرفته بالشيخ الألباني في أوائل عقد السبعينات من خلال قراءة كتبه: (صفة صلاة النبي)، و (تحذير الساجد من اتخاذ القبور مساجد)، و (السلسلة الصحيحة)، و (السلسلة الضعيفة) وغيرها. وسـافر إلى دمشق ببلاد الشام في أواسط السـبعينات؛ وهناك التقى بالشيخ الألباني في المكتبة الظاهرية؛ حيث طرح عليه أسئلة إثر شبه ألقاها بعض أهل البدع من التكفيريين؛ فأجابه الشيخ إجابات شافية. وعندما هاجر الشيخ الألباني إلى الأردن، واستقر فيها، لازمه الشيخ حتى وارى جسده التراب.

## مشاهير شيوخه
من مشاهير شيوخه:
1. العلامة الشيخ المحدث محمد ناصر الدين الألباني.
2. الإمام عبدالعزيز بن عبدالله بن باز رحمه الله، صحبه الوالد رحمه الله شهرًا في موسم الحج، وشارك في توعية الحجاج تلك السنة بتزكية من الشيخ ابن باز
3. الإمام محمد بن صالح العثيمين رحمه الله، حضر بعض دروسه في عنيزة والمسجد الحرام في بعض مواسم الحج.
4. الشيخ عبد الفتاح القاضي؛ شيخ القراءات.
5. الشيخ محمد عطاء الله حنيف الفوجياني رحمه الله، محدث باكستان
6. الشيخ بديع الدين الراشدي. أجازه بثبَته «منجد المستجيز».
7. الشيخ محمد سالم محيسن
8. الشيخ عبد الفتاح المرصفي، عرض عليه القراءات السبع، وكان يثني على علمه كثيرًا
9. الشيخ المقرئ محمود سيبويه البدوي
10. الشيخ المقرئ محمد سالم محيسن رحمه الله
11. الشيخ  المقرئ عبد الرازق علي موسى رحمه الله
12. الشيخ المقرئ محمود جادو رحمه الله
13. الشيخ عبد العزيز القويفلي رحمه الله
14. الشيخ المقرئ عبد الرافع رضوان حفظه الله
15. الشيخ المسند صالح أحمد محمد إدريس الأركاني رحمه الله، أجازه بأكثر من ثلاثين ومائة ثبَت
16. الشيخ المقرئ عبد العزيز القاري
17. الشيخ المقرئ حسين عشيش الكرنازي، أجازه بالقراءات العشر الصغرى والكبرى.
18. الشيخ المقرئ أيمن أحمد سعيد، قرأ عليه أول القرآن بالعشر الصغرى والكبرى وأجازه بها.
19. الشيخ المقرئ حامد أكرم البخاري، قرأ عليه أول القرآن بالعشر الصغرى والكبرى، وأجازه بها وبالأربع الزائدة عليها، وبعشرة نافع بمضمن كتاب التعريف للداني.

## ثناء العلماء عليه
أثنى عليه الشيخ الألباني، وكان يقدمه للإمامة في بيته وفي الأسفار؛ وكان دائمًاً يقول: «معنا إمامنا»، وكان الشيخ الألباني يرسل إليه الطلبة لتلقي القراءات عنه. كما أثنى عليه الشيخ ابن باز عندما سمع قراءاته في مكتبه وقال: «قراءتك طيبة، وليس فيها تكلف ولا تعسف، وأثنى عليه خيراً». وزكاه أيضاً ليشارك في توعية الحجاج.

## جهوده الدعوية
- قضى الشيخ أكثر من سبعة وثلاثين عامًا معلِّمًا للقرآن والقراءات من حين أن تخرج من كلية القرآن في الجامعة الإسلامية بالمدينة النبوية وحتى توفاه الله وهو في طريقه إلى تبوك لإقراء بعض الحفظة وطلبة العلم هناك وتجديد إقامته ثَمّ، وقد كان الشيخ باذلًا لوقته في تعليم القرآن لا يمر يوم لا يُقرئ فيه، ويُقرئُه في بعض الأيام فجرًا في المسجد، وقبل الظهر في بيته، وبعد العصر في بيته، وبين المغرب والعشاء في المسجد، وعبر الهاتف من خارج الأردن ليلًا، وكثيرًا ما كان يكرر قول النبي صلى الله عليه وسلم: «خيركم من تعلّم القرآن وعلّمه». رواه البخاري
- درّس في مدرسة صلاح الدين الأيوبي الثانوية في الزرقاء سنتين (1402-1982/1404-1984)
- عُيّن إمامًا وخطيبًا في مسجد عبد الله بن عمر في حي معصوم بالزرقاء، وبقي فيه خمس سنوات ما بين عامي (1402-1982/1407-1987)
- عيّن مدرّسًا في كلية العلوم الإسلامية في منطقة اللويبدة التابعة لوزارة الأوقاف الأردنية، وأنشأ فيها قسم التجويد والتلاوة ووضع مناهجه، وكان أول مدرّس فيه، وعمل مدققًا للمصاحف مدة خمس سنوات في وزراة الأوقاف الأردنية ومحكِّمًا للمسابقات التي تجريها الوزارة.
- انتُدب للعمل في مركز الدعوة والإرشاد السعودي في البحرين؛ فرحل إليها، وبقي فيها أربع سنوات ما بين عامي (1407-1987/1411-1991)
- كان إمامًا وخطيبًا ومدرّسًا إلى مسجد التقوى في منطقة الوحدات من عمان، وبقي فيه سبع سنوات ما بين عامي (1413-1993/1419-1999)
- سنة 1418 سكن فيها منطقة «أبونصير» من عمان، وكانت له دروس في مسجد «أبونصير» الكبير
- أصدر وأصحابُه في الدعوة وفي صحبة الإمام الالباني رحمه الله: العددَ الأول من مجلة «الأصالة» في (15 ربيع الآخر 1413)، وكان هو رئيسَ تحريرها في عامة أعدادها حتى توقف صدورها بعد العدد الرابع والخمسين في ذي الحجة لعام (1427).
- عيّن محاضرًا ثم أستاذًا مساعدًا في جامعة العلوم التطبيقية، كلية الآداب، قسم الشريعة، وبقي فيها سبع سنوات ما بين عامي (1413-1993/1420-2000)، ودرّس فيها التجويد والتفسير وعلوم القرآن، والعقيدة، والأخلاق في الإسلام، وغيرها.
- كان إمامًا وخطيبًا ومدرسًا في مسجد أسعد بن زرارة رضي الله عنه في منطقة اليادودة من عمان وبقي فيه خمس سنوات ما بين عامي (1419-1999/1424-2004).
- شارك بتأسيس مركز الإمام الألباني للدراسات المنهجية والأبحاث العلمية سنة (1421- 2001) مع عدد من المشايخ تلاميذ الإمام الألباني رحمه الله؛ منهم الشيخ علي بن حسن الحلبي، والشيخ مشهور آل سلمان. وكان في هيئته الإدارية ثم الإشرافية يشارك في دوراته ونشاطاته في عمّان وخارجها إلى أن توفاه الله.
- كان إمامًا وخطيبًا ومدرسًا إلى مسجد حي الديار في منطقة دير غبار في عمان وبقي فيه خمس سنوات ما بين عامي (1424-2004/1428-2008).
- عيّن أستاذًا مساعدًا في جامعة عمان الأهلية كلية الآداب وبقي فيها خمس سنوات ما بين عامي (1427-2007/1432-2012)، درّس فيها: المدخل إلى دراسة الشريعة الإسلامية، والواضح في أصول الفقه، ومادة الثقافة الإسلامية
- عيّن أستاذًا مساعدًا في جامعة الشرق الأوسط كلية الآداب والعلوم ما بين عامي (1433-2013/ 1435-2015). وفيها: درّس علم العقيدة لطالبات المركز السعودي لتأهيل الكفيفات مدة أربع سنوات.
- ولما أُطلقت قناة الأثر الفضائية سنة (1431) كان أحد أبرز المشاركين فيها، وكانت له برامج عدة، من أشهرها: برنامجه القرآني المبارك: «حسِّن تلاوتك» وقد تجاوزت حلقاته (140) حلقة، وبرنامجه: «الطب النبوي».
- كان يخطب الجمعة في مساجد متفرقة من مساجد غرب عمان كمسجد الصالحين، ومسجد أُحد، ومسجد خلدا الكبير.
- كان خطيبًا ومدرسًا في مسجد الصادق الأمين في منطقة تلاع العلي في عمان لأكثر من سنتين ما بين عامي (1434-2013/1436-2015).
- كان خطيبًا ومدرّسًا في مسجد العاشوري في منطقة البيادر في عمان أقل من سنة من يوم افتتاحه في رجب 1438 إلى أن كانت آخر خطبة له خطبة الاستسقاء قبل وفاته بعشرة أيام رحمه الله، ولقد لزم المسجد في آخر أشهر من حياته حتى كان يقول: هنا جنّتي في الدنيا.
- كان له دورات منتظمة سنوية في اندونيسيا وغيرها. وقام بعدة اسفار بهدف الدعوة إلى بريطانيا وأمريكا وكندا وتونس ولبنان.
- كان يقوم بالرقية الشرعية لأكثر من خمس وعشرين سنة في البحرين والأردن، وقد شفى الله على يديه اعدادا من المصابين إلى أن أصابته الجلطة القلبية الأولى فأقلَّ من ذلك وصار يحيل إلى الثقات من الرقاة.

## المؤلفات التي كتبها
كتب عدة أبحاث وكتب ورسائل تقترب في مجموعها من المائة. بعضها منشور وبعضها لا زال مخطوطاً.
- في القراءات وعلوم القرآن:
  - إتحاف الإلف في فوائد الألف والنيف من سورة يوسف-. بالمشاركة (مطبوع)
  - إتحاف السامع بشرح النظم الجامع.(مخطوط)
  - أثر القرآن في صلاح المجتمع – تحقيق وتعليق.(مطبوع)
  - اختيارات أبي حاتم السجستاني (مخطوط)
  - اختيارات الإمام ابن خالويه.(مخطوط)
  - اختيارات الإمام ابي عبيد القاسم بن سلام ومنهجه في القراءة-(رسالة دكتوراة).(مخطوط).
  - اختيارات الإمام مكي بن أبي طالب القيسي.(مخطوط)
  - اختيارات الإمام الهذلي (مخطوط).
  - البحث والاستقراء في بدع القراء.(مطبوع)
  - البدايات لمريد علم القراءات (مخطوط).
  - البراهين الواضحة في فضائل وأحكام سورة الفاتحة.(مخطوط).
  - جزء في تكبيرات الختم عند القراء.(مخطوط).
  - جزءفي حكم القراءة من المصحف في الصلاة والرد على المجوزين.(مخطوط).
  - الدر النثير في اختصار ابن كثير.(مطبوع).
  - الردود والتعقبات على الإمام ابن جرير الطبري لمفاضلته بين متواتر القراءات.(مخطوط).
  - الروض الباسم في رواية شعبة عن عاصم.(مطبوع).
  - سلسلة كنوز غاية النهاية في تراجم القراء لابن الجوزي، وتقع في نحو عشرين رسالة بين صغير وكبير.(تحت الطبع).
  - شرح رسالة شعبة للهجرسي القعقاعي.(مطبوع).
  - فضائل القرآن وحملته في السنة المطهرة.(مطبوع).
  - القول المفيد في وجوب التجويد (مطبوع).
  - المختار في توجيه قراءات أئمة الأمصار.(مخطوط).
  - المزهر في شرح الشاطبية والدرة – مع مجموعة من زملائه في كلية الدعوة وأصول الدين.(مطبوع).
  - مقدمة في أصول التفسير ومناهج المفسرين.(مخطوط).
  - أحاديث القراء رواية ودراية.
  - الإضاءة في مدخل إلى القرآن والقراءة.(تحت الطبع)
  - شرح منظومة رواية شعبة للهجرسي القعقاعي.(مطبوع).
  - قطف الثمر المستطاب في تفسير فاتحة الكتاب.(مطبوع)
  - شذى العرف في أحكام الوقف (مطبوع)
  - الإستقصاء لاخطاء القراء (مخطوط)
  - قارءات الصحابة (مخطوط)
  - طرائف القراء (مخطوط)
  - نساء قارءات (مخطوط)
  - قراء بلاد الشام (مخطوط)
  - الإستيعاب في صحيح الأسباب.
  - مقدمة في أصول التفسير ومناهج المفسرين (مخطوط)
  - صفة تلاوة النبي للقرأن الكريم.
- كتب في العقيدة والمنهج :
  - الأخلاق في الإسلام – مع مجموعة من أساتذة قسم الشريعة بجامعة العلوم التطبيقية.(مطبوع)
  - الإسلام وقضايا العصر – مع مجموعة من الأساتذة.(مطبوع)
  - مجلة الأصالة السلفية.
  - التبديد لظلمات من خالف التوحيد.(مطبوع)
  - الرحيق المختوم في نصرة لانبي المعصوم.(مطبوع)
  - صفة السا ق لله تعالى بين إثبات السلف وتحريف الخلف.(مطبوع)
  - العقل ومنزلته في الإسلام (مطبوع)
  - علام يقتل أحدكم أخاه – ذم الحسد والحاسدين.(مطبوع)
  - الفوائد المرقومة في الرد على الحكاية المزعومة (مطبوع)
  - ماذا ينقيمون من السلفية – شبهات مزعومة حول الدعوة السلفية والرد عليها.(مطبوع)
  - المنافقون في الكتاب والسنة وآثار السلف الصالح.(مطبوع)
  - من معالم المنهج النبوي في الدعوة إلى الله.(مطبوع).
  - النصائح الوفية والمقالات الأثرية في نصرة الدعوة السلفية.مطبوع)
  - حسن الإفادة في توحيد الروبوبية والعبادة (مطبوع)
  - القول المتين في عوامل النصر والتمكين (مطبوع)
  - النبي في بيته (مطبوع)
  - أدلة الوحيين في شرح عقيدة الرازيين (تحت الطبع)
  - الوسطية (مطبوع)
  - المقدمة الرشيدة في علم العقيدة (مطبوع)
- كتب في الفقه والأحكام :
  - إعمال النظر في الرد على من أنكر الجمع في الحضر بعذر المطر.(مطبوع).
  - تمام الكلام في بدعية المصافحة بعد السلام من الصلاة.(مطبوع).
  - جريمة الغش أحكامها، وصورها، وآثارها المدمرة.(مطبوع).
  - رد المحتار في شرح حديث (ما زاد على الكعبين ففي النار.(مخطوط).
  - شذا العرف في أحكام الوقف.(مطبوع).
  - فتح الغفور في شرح حديث (تعجيل الفطور وتأخير السحور (مطبوع).
  - كشف الخفاء عن أحكام سفر النساء.(مطبوع).
  - اللمعة في حكم الاجتماع للدرس قبل الجمعة.(مطبوع).
  - مع النبي في رمضان.(مطبوع).
  - النبي في بيته (مطبوع).
  - هداية الحيران إلى حكم ليلة النصف من شعبان.(مطبوع).
  - هداية السالك لأوضح المناسك (مطبوع)
- في الطب النبوي والشعبي :
  - إغاثة الملهوف إلى منافع الملفوف (مطبوع)
  - منهج السلامة بالتداوي بالفصد والحجامة (مطبوع)
  - معجم الأعشاب الطبية (مخطوط)
  - مختصر موسوعة التوعية الطبية (مخطوط)
  - التوعية في دفع وإصلاح مضار الأغذية والأدوية – موسوعة شاملة. خمسة مجلدات (مخطوط)
  - صحيح الطب النبوي – بالمشاركة (مخطوط)
  - تحفة المحب في شرح وتحقيق اربعون باباً في الطب للبعلي (جاهز للطبع)
  - إعلام الخِل بمنافع الخَل (مخطوط)
  - الأكحال النافعة (مخطوط)
  - بدائل الأدوية (مخطوط)
  - تقوية العُدد بمفتحات السدد (مخطوط)
  - الخير الكثير في منافع الشعير (مخطوط)
  - بث الشجون في مفرحات القلب المحزون (مطبوع)
  - الانتباه إلى مقويات الباه بتذكير الشيخ بصباه (مخطوط)

## وصلات خارجية
- موقع المحجة البيضاء، بإشراف الشيخ محمد موسى آل نصر